# Wedgwoodware

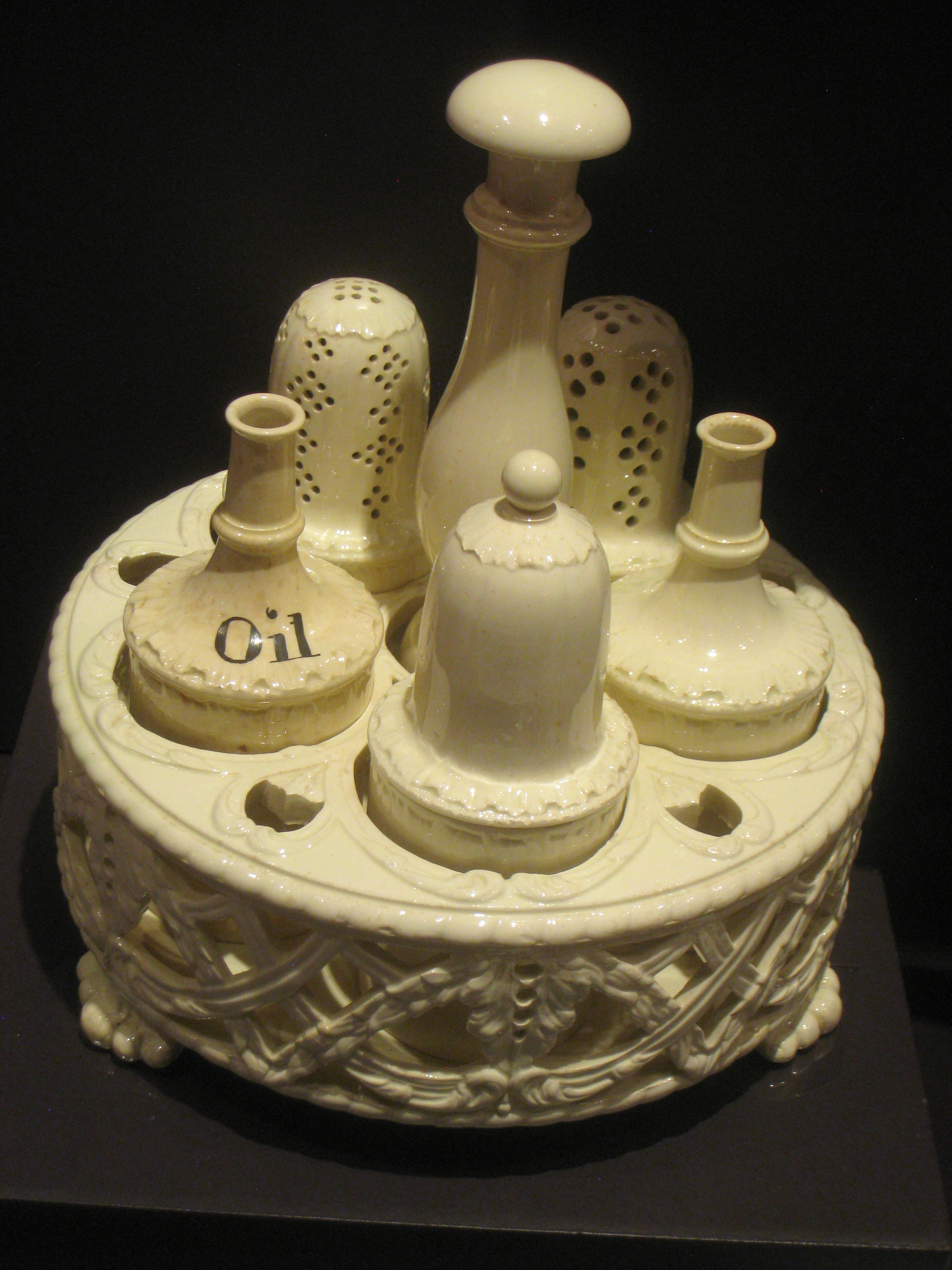
Tafelgeschirr, Creamware, Wedgwood, um 1785–1800. (DAR-Museum, Washington DC.)

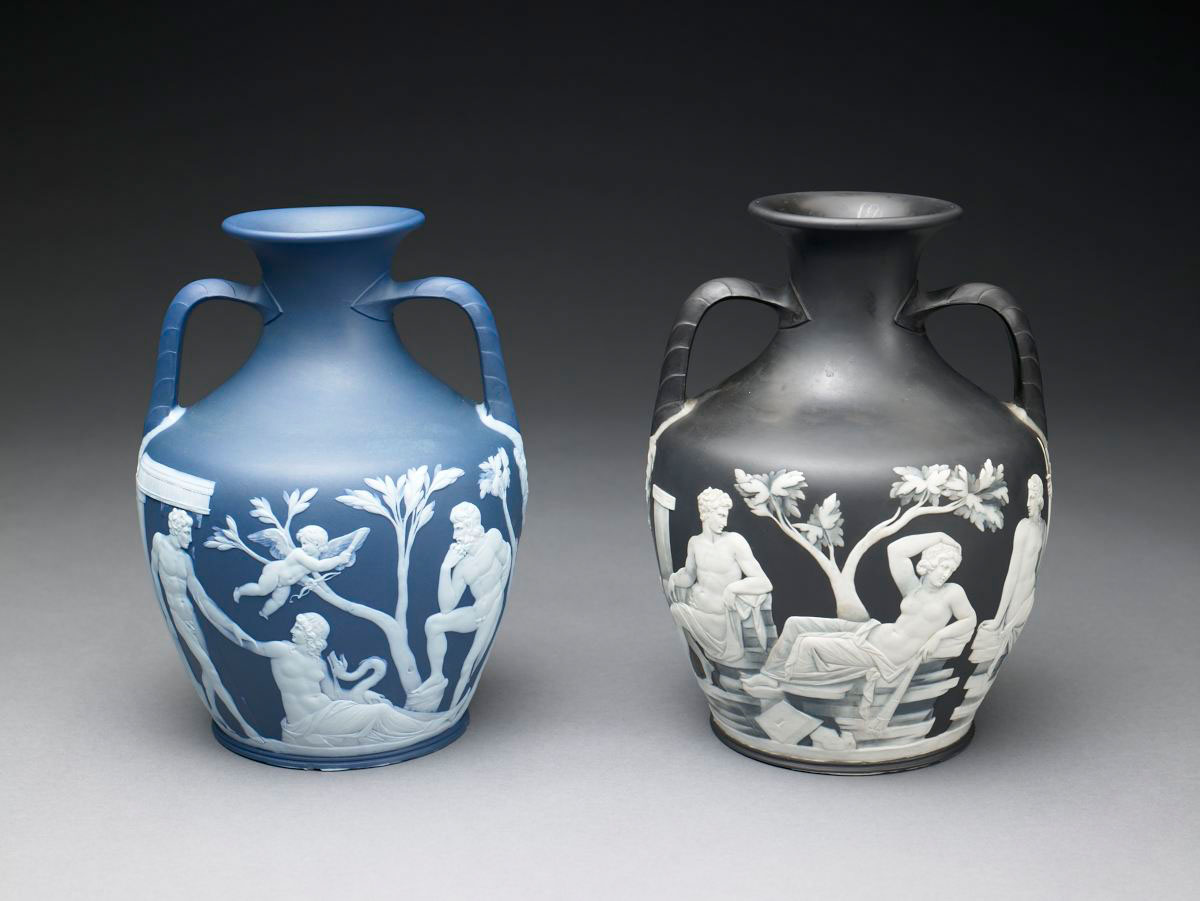
Zwei Kopien der Portland-Vase, Jasperware und Basaltware, Wedgwood, England um 1790, (Birmingham Museum of Art)

Wedgwoodware bezeichnet keramische Produkte, die dem Stil des englischen Herstellers Josiah Wedgwood folgen, insbesondere die farbige, zum Teil mit weißen Auflagen versehene Jasperware. Es handelt sich dabei um verschiedene Varianten von Steingut und anderen, härteren Keramiksorten. Steingut wurde in England auf der Basis der älteren „white salt-glazed stoneware“ entwickelt und von Wedgwood weiter dem Porzellan angenähert. Sein 1757 gegründetes Unternehmen nahm bald industrielle Züge an. Zugleich schuf er einen neuen Steingutstil, indem er dem Geschmackswandel seiner Zeitgenossen zum Klassizismus folgte, sich von antiken Vorbildern inspirieren ließ und durch Heranziehung von Entwerfern wie John Flaxman höchste künstlerische Qualität anstrebte. Sie bevorzugten jetzt klare, ebenmäßige Linien statt bizarrer Rokokomotive, elegante statt voluminös ausladende Formen, feinreliefierte statt buntbemalte Oberflächen.
Um 1765 stellte er erstmals creamware her, ein rahmfarbenes Steingut. Sein dünner Glasurauftrag ließ die Feinheit des Reliefs deutlicher hervortreten. Die Lieferung eines Speiseservices an Königin Charlotte prägte dafür auch den Begriff Queens-ware. Weiterentwicklungen wurden „Pearl-Ware“ und „White-Ware“ genannt.
Daneben entwickelte Wedgwood einen sehr harten, mit Mangan- und Eisensalzen schwarz gefärbten, feinkörnigen Scherben, der mit großer Präzision ausgeformt werden konnte und unglasiert blieb. Als Basaltware oder Egyptian Black im Handel, wurde es auch außerhalb von Staffordshire nachgeahmt. Seit etwa 1775 formte Wedgwood seine Gefäße und Dekorelemente auch in pastellfarbenen Materialien aus: Mit Metalloxyden durchgefärbte, schwerspathaltige Massen wurden zu unglasierter Ware verarbeitet, die eine matte, biskuitartige Oberfläche erhielten. Die verwendeten Farben waren überwiegend mattblau, aber auch seegrün, gelb und grau. Geschmückt war diese Jasperware wie auch schon die Basaltware zum Teil mit aufgelegten Reliefs aus weißem Ton. Basaltware und Jasperware werden oft dem Steingut zugerechnet, doch sind sie dichter gesintert, wasserdicht und daher besser als Steinzeug bzw. als Weichporzellan zu klassifizieren.
Heute ist die Traditionsmarke Teil von WWRD United Kingdom Limited, doch nur ein Teil der Produktion hat mit Wedgwoodware, ihrem Erscheinungsbild, den alten Mustern und der klassischen Wedgwoodtechnik noch etwas zu tun. Die Buchstaben WWRD im heutigen Firmennamen stehen für Waterford Wedgwood Royal Doulton, also den drei Traditionsmarken, die hier unter einem Dach vereint sind.
Bei dem verbreiteten Keramikgeschirr der Firma Enoch Wedgwood (Tungstall) Ltd., das bis 1965 auch unter dem Markennamen Wedgwood & Co. Ltd. verkauft wurde, handelt es sich nicht um die tendenziell höherwertige Wedgwoodware. Dies wird besonders auf Auktions- und Kleinanzeigenseiten, ob versehentlich oder wissentlich, oft falsch dargestellt.